# Grand Pilier d'Angle
Grand Pilier d'Angle (4234 m n. m.) je vrchol v Montblanském masivu v Grajských Alpách. Leží na území Itálie v regionu Valle d'Aosta nedaleko francouzské hranice. Na vrchol lze vystoupit z italské strany od chaty Rifugio Monzino (2590 m).
Na vrchol jako první vystoupil 3. srpna 1957 Walter Bonatti.